# Роланд Шаллаї
Роланд Шаллаї (угор. Roland Sallai, нар. 22 травня 1997, Будапешт) — угорський футболіст, вінгер турецького «Галатасарая».
Виступав, зокрема, за клуби «Палермо», АПОЕЛ та «Фрайбург», а також національну збірну Угорщини.
Чемпіон Кіпру. 

## Клубна кар'єра
Народився 22 травня 1997 року в місті Будапешт. Вихованець юнацьких команд футбольних клубів «Діошдьйор», «Шіофок», «Відеотон» та «Академія Пушкаша».
У дорослому футболі дебютував 2014 року виступами за команду «Академія Пушкаша», в якій провів три сезони, взявши участь у 48 матчах чемпіонату. 
Своєю грою за цю команду привернув увагу представників тренерського штабу клубу «Палермо», до складу якого приєднався влітку 2016 року на правах оренди. Відіграв за клуб зі столиці Сицилії наступний сезон своєї ігрової кар'єри. Більшість часу, проведеного у складі «Палермо», був основним гравцем команди.
2017 року уклав контракт з клубом АПОЕЛ, у складі якого провів наступний рік своєї кар'єри гравця. У складі АПОЕЛа був одним з головних бомбардирів команди, маючи середню результативність на рівні 0,31 гола за гру першості.
До складу «Фрайбурга» приєднався влітку 2018 року за 4,5 млн євро, підписавши з німецьким клубом 4-річний контракт.
13 вересня 2024 року підписав чотирирічний контракт з чемпіоном Туреччини «Галатасараєм».

## Виступи за збірні
2012 року дебютував у складі юнацької збірної Угорщини (U-15), загалом на юнацькому рівні взяв участь у 24 іграх, відзначившись 8 забитими голами.
Протягом 2015–2016 років залучався до складу молодіжної збірної Угорщини. На молодіжному рівні зіграв у 10 офіційних матчах, забив 1 гол.
2016 року дебютував в офіційних матчах у складі національної збірної Угорщини.
У складі збірної був учасником чемпіонату Європи 2020 року у різних країнах.
| Дата       | Місто            | Господарі         | Результат | Гості             | Турнір                               | Голи | Примітки |
| ---------- | ---------------- | ----------------- | --------- | ----------------- | ------------------------------------ | ---- | -------- |
| 20-5-2016  | Будапешт         | Угорщина          | 0 – 0     | Кот-д'Івуар       | товариський матч                     | -    | 76'      |
| 5-6-2017   | Будапешт         | Угорщина          | 0 – 3     | Росія             | товариський матч                     | -    | 46'      |
| 9-6-2017   | Андорра-ла-Велья | Андорра           | 1 – 0     | Угорщина          | Відбір до ЧС 2018                    | -    | 71'      |
| 7-10-2017  | Базель           | Швейцарія         | 5 – 2     | Угорщина          | Відбір до ЧС 2018                    | -    | 69'      |
| 10-10-2017 | Будапешт         | Угорщина          | 1 – 0     | Фарерські острови | Відбір до ЧС 2018                    | -    | 89'      |
| 9-11-2017  | Люксембург       | Люксембург        | 2 – 1     | Угорщина          | товариський матч                     | -    | 63'      |
| 6-6-2018   | Берестя          | Білорусь          | 1 – 1     | Угорщина          | товариський матч                     | -    | 65'      |
| 9-6-2018   | Будапешт         | Угорщина          | 1 – 2     | Австралія         | товариський матч                     | -    | 84'      |
| 8-9-2018   | Тампере          | Фінляндія         | 1 – 0     | Угорщина          | Ліга націй УЄФА 2018-2019 - 1-й етап | -    | 73'      |
| 11-9-2018  | Будапешт         | Угорщина          | 2 – 1     | Греція            | Ліга націй УЄФА 2018-2019 - 1-й етап | 1    | 50'      |
| 12-10-2018 | Афіни            | Греція            | 1 – 0     | Угорщина          | Ліга націй УЄФА 2018-2019 - 1-й етап | -    |          |
| 15-10-2018 | Таллінн          | Естонія           | 3 – 3     | Угорщина          | Ліга націй УЄФА 2018-2019 - 1-й етап | -    |          |
| 9-9-2019   | Будапешт         | Угорщина          | 1 – 2     | Словаччина        | Відбір до ЧЄ 2020                    | -    |          |
| 10-10-2019 | Спліт            | Хорватія          | 3 – 0     | Угорщина          | Відбір до ЧЄ 2020                    | -    | 76'      |
| 13-10-2019 | Будапешт         | Угорщина          | 1 – 0     | Азербайджан       | Відбір до ЧЄ 2020                    | -    |          |
| 19-11-2019 | Кардіфф          | Уельс             | 2 – 0     | Угорщина          | Відбір до ЧЄ 2020                    | -    | 83'      |
| 3-9-2020   | Сівас            | Туреччина         | 0 – 1     | Угорщина          | Ліга націй УЄФА 2020-2021 - 1-й етап | -    | 81'      |
| 6-9-2020   | Будапешт         | Угорщина          | 2 – 3     | Росія             | Ліга націй УЄФА 2020-2021 - 1-й етап | 1    |          |
| 8-10-2020  | Софія            | Болгарія          | 1 – 3     | Угорщина          | Відбір до ЧЄ 2020                    | -    |          |
| 12-11-2020 | Будапешт         | Угорщина          | 2 – 1     | Ісландія          | Відбір до ЧЄ 2020                    | -    |          |
| 25-3-2021  | Будапешт         | Угорщина          | 3 – 3     | Польща            | Відбір до ЧС 2022                    | 1    | 72'      |
| 28-3-2021  | Серравалле       | Сан-Марино        | 0 – 3     | Угорщина          | Відбір до ЧС 2022                    | 1    |          |
| 15-6-2021  | Будапешт         | Угорщина          | 0 – 3     | Португалія        | ЧЄ 2020 - груповий етап              | -    | 77'      |
| 19-6-2021  | Будапешт         | Угорщина          | 1 – 1     | Франція           | ЧЄ 2020 - груповий етап              | -    |          |
| 23-6-2021  | Мюнхен           | Німеччина         | 2 – 2     | Угорщина          | ЧЄ 2020 - груповий етап              | -    | 75'      |
| 2-9-2021   | Будапешт         | Угорщина          | 0 – 4     | Англія            | Відбір до ЧС 2022                    | -    | 66'      |
| 5-9-2021   | Тирана           | Албанія           | 1 – 0     | Угорщина          | Відбір до ЧС 2022                    | -    | 88'      |
| 8-9-2021   | Будапешт         | Угорщина          | 2 – 1     | Андорра           | Відбір до ЧС 2022                    | -    | 12' 46'  |
| 9-10-2021  | Будапешт         | Угорщина          | 0 – 1     | Албанія           | Відбір до ЧС 2022                    | -    | 71'      |
| 12-10-2021 | Лондон           | Англія            | 1 – 1     | Угорщина          | Відбір до ЧС 2022                    | 1    | 79'      |
| 24-3-2022  | Будапешт         | Угорщина          | 0 – 1     | Сербія            | товариський матч                     | -    | 80'      |
| 29-3-2022  | Белфаст          | Північна Ірландія | 0 – 1     | Угорщина          | товариський матч                     | 1    | 55' 72'  |
| Усього     |                  | Матчів            | 32        |                   | Голів                                | 6    |          |

## Титули і досягнення
- Чемпіон Кіпру (1):

АПОЕЛ: 2017-18
- Володар Кубка Туреччини (1):

«Галатасарай»: 2024-25
- Чемпіон Туреччини (1):

«Галатасарай»: 2024-25